# Fu, Yan'an
Fu, även känt som Fuxian, är ett härad som lyder under Yan'ans stad på prefekturnivå i Shaanxi-provinsen i norra Kina.